# Rochus Franken
Johannes Walburgis (Rochus) Franken (Zutphen, 1 juni 1962) is een Nederlands priester van het Bisdom Rotterdam.

## Levensloop

### Opleiding
Franken werd geboren als de helft van een eeneiige tweeling. Op zijn derde verhuisde hij met het gezin naar Voorschoten waar hij opgroeide. Hij doorliep de middelbare school aan het Bonaventura College in Leiden waar hij in 1980 zijn eindexamen behaalde. Hij studeerde rechten aan de Universiteit Leiden. Na zijn afstuderen in 1985 was enige tijd in dienst bij Capgemini. Twee jaar later begon hij zijn priesteropleiding aan Vronesteyn. Op 3 januari 1993 wijdde bisschop Bär hem tot diaken en op 5 juni dat zelfde jaar werd hij door hulpbisschop Jan Niënhaus in de HH. Laurentius- en Elisabethkathedraal in Rotterdam tot priester gewijd.

### Loopbaan
Franken werd na zijn wijding benoemd tot kapelaan van vier parochies in Den Haag Zuid. Hieronder vielen de Sint-Paschalis Baylonkerk, de Onze-Lieve-Vrouw-van-Goede-Raadkerk, de Onbevlekt Hart van Mariakerk en de Christus Koningkerk. In 1999 volgde zijn benoeming tot de parochies in  Hoogvliet, Rhoon en Rozenburg en in 2008 werd hij pastoor van de H. Willibrordusparochie in Lisse, Hillegom en De Zilk. Hij is sinds 2020 pastoor aan de parochie H. Augustinus in Katwijk, Oegstgeest, Wassenaar en Voorschoten. In april 2024 publiceerde hij zijn eigen boek Het geheim van geluk is het geheim van de vreugde waarin het vertelt over de opvatting van het bestaan van God.

## Publicaties
- (2018) Het best bewaarde geheim ter wereld ISBN 9789081891745
- (2024) Het geheim van het geluk is het geheim van de vreugde ISBN 9789493279957
- (2025) Geroepen tot Vrijheid ISBN 9789493395367